# Caribbean Airlines
Caribbean Airlines é a companhia aérea nacional de Trinidad e Tobago. É a maior empresa aérea a operar para fora do Caribe, com voos diretos para os Estados Unidos, Canadá e Reino Unido. Seu principal centro de operações é o Aeroporto Internacional de Piarco. Assumiu em janeiro de 2007 o posto da BWIA West Indies Airways como principal companhia aérea de Trinidad e Tobago após a falência da empresa.

## Frota

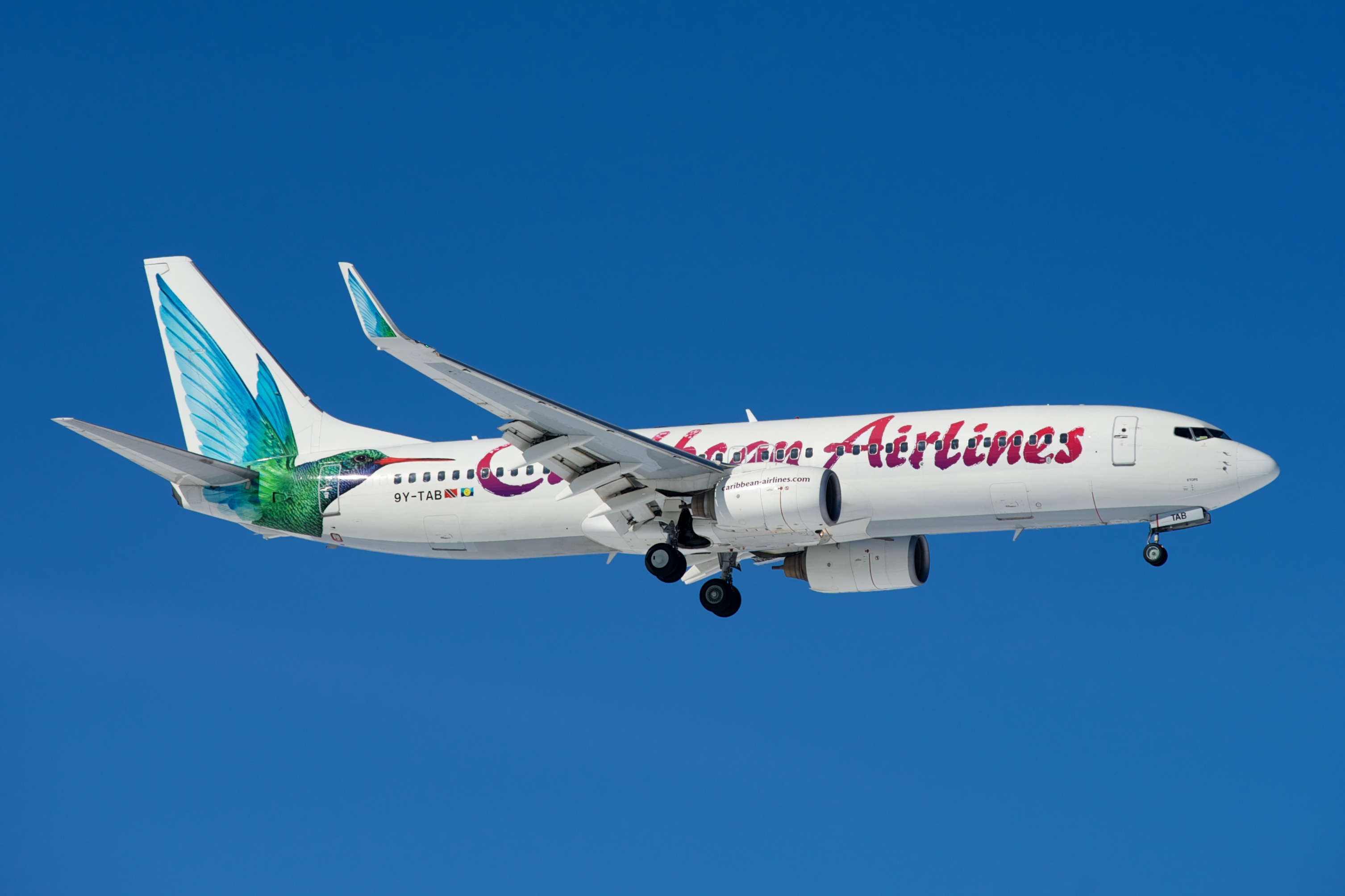
Boeing 737-800 da Caribbean Airlines.

Em Janeiro de 2024, a frota era composta por:
| Modelo           | Quantidade |
| ---------------- | ---------- |
| ATR 72-600       | 10         |
| Boieng 737 Max 8 | 9          |
| Boeing 737-800   | 1          |
| Total            | 20         |